# Kotkhai
Kotkhai là một thị xã và là một nagar panchayat của quận Shimla thuộc bang Himachal Pradesh, Ấn Độ.

## Nhân khẩu
Theo điều tra dân số năm 2001 của Ấn Độ, Kotkhai có dân số 1148 người. Phái nam chiếm 58% tổng số dân và phái nữ chiếm 42%. Kotkhai có tỷ lệ 84% biết đọc biết viết, cao hơn tỷ lệ trung bình toàn quốc là 59,5%: tỷ lệ cho phái nam là 87%, và tỷ lệ cho phái nữ là 80%. Tại Kotkhai, 10% dân số nhỏ hơn 6 tuổi.